# La Joueuse d'orgue (film, 1916)
Pour les articles homonymes, voir La Joueuse d'orgue.
Pour plus de détails, voir Fiche technique et Distribution.
La Joueuse d'orgue est un film muet français réalisé par Georges Denola, sorti en 1916.
Il s'agit de la première adaptation au cinéma de La Joueuse d'orgue, pièce en 5 actes et 11 tableaux de Xavier de Montépin et Jules Dornay, créée en 1897. Il y aura par la suite deux autres versions : La Joueuse d'orgue  (1925) réalisée par Charles Burguet et La Joueuse d'orgue (1936) réalisée par Gaston Roudès.

## Fiche technique
- Titre : La Joueuse d'orgue
- Réalisation : Georges Denola
- Scénario : Georges Denola, d'après la pièce de Xavier de Montépin et Jules Dornay (1897)
- Photographie :
- Montage :
- Société de production : Société cinématographique des auteurs et gens de lettres (S.C.A.G.L.)
- Société de distribution : Pathé frères
- Pays de production :  France
- Langue : français
- Métrage : 1 180 mètres
- Format : Noir et blanc — 35 mm — 1,33:1 — Muet
- Genre : Film dramatique
- Durée : 40 minutes
- Date de sortie : 
  - France : 25 août 1916

## Distribution
- Jacques Volnys : Richard Bernières
- Jean Ayme : Robert Bernières
- Rose Dione : Véronique Sellier
- Eugène Gabriel Mansuelle : Magloire
- Félix Gandéra
- Léa Piron : la fiancée de Robert Bernières
- Renée Bartout : la petite Marthe
- Émile Mylo